# Hà Sơn Bình
Hà Sơn Bình is een voormalige provincie in Noord-Vietnam. De provincie is in 1975 ontstaan, door een samenvoeging van de provincies Hà Tây en Hòa Bình. In 1991 is deze samenvoeging ongedaan gemaakt, maar werd wel grondgebied bij Hanoi gevoegd.
De totale oppervlakte van Hà Sơn Bình bedroeg 5978 km².